# Премія Гумбольдта
Пре́мія Гу́мбольдта або дослі́дницька пре́мія Гу́мбольта (нім. Humboldt-Forschungspreis) — наукова премія, яку присуджують у Німеччині.
Заснована 1972 року Фондом Гумбольдта. Покликана сприяти науковому співробітництву між іноземними та німецькими науковцями, розвивати міжнаціональний та культурний діалог між вченими світу.